# Cohete Cámara Maul

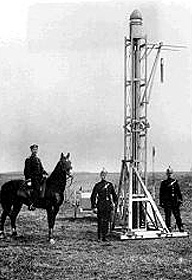
Cohete de Alfred Maul 1906

El Cohete Cámara Maul (en alemán, Mauls Fotorakete) fue un cohete para fotografía aérea desarrollado por la compañía de Alfred Maul de 1903 a 1912. El Cohete Cámara Maul fue presentado en 1912 al ejército austríaco y probado como un medio de reconocimiento en la guerra turco-búlgara en 1912/1913. No se usó después, porque los aviones eran mucho más efectivos.
El Cohete Cámara Maul tenía una altitud máxima de vuelo de 1 kilómetro, una masa de lanzamiento de 42 kg, un diámetro de 0,32 metros, una longitud de 6 metros y un tramo de aleta de 0,35 metros.

## Historia
Alfred Maul comenzó el trabajo experimental en su cohete fotográfico alrededor de 1900 en un campo cerca de Weinböhla. Estaba familiarizado con el trabajo de Ludwig Rohrmann, al que se refería en algunas de sus patentes. En sus primeras patentes de 1903 se desvió del principio de construcción de sus predecesores en el sentido de que la dirección de visión de la cámara estaba orientada lateralmente a la dirección de vuelo. Esto permitió que el obturador de la cámara se abriera en el punto culminante de la trayectoria de vuelo o poco antes. La ventaja era que (1) la foto podía tomarse en una fase de vuelo estable en lugar de durante el descenso en paracaídas, lo que generaba imágenes borrosas, y que (2) la cámara podía apuntar específicamente al terreno de interés en lugar de perpendicular para estar orientado hacia abajo. La alineación lateral de la cámara también trajo algunos problemas. Al cohete no se le permitió cambiar la línea de visión de la cámara, es decir, no girar alrededor de su eje longitudinal, y la foto tuvo que ser lanzada en un punto definido con precisión en la trayectoria de vuelo. Maul logró resolver estos problemas en los años hasta alrededor de 1912.

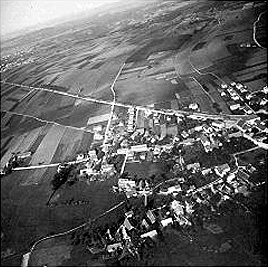
Foto aérea de Laußnitz desde el cohete 1906

En las patentes de 1903, la carcasa de la cámara y una barra de guía de varios metros de largo unida a ella estaban equipadas con superficies de guía para estabilizar el comportamiento de vuelo del cohete. Al parecer, los resultados no fueron satisfactorios, porque Alfred Maul estaba experimentando temporalmente con una disposición simétrica de la cámara con la lente en la dirección de vuelo en la punta del cohete. Al final, sin embargo, volvió a su idea original, pero colocó la cámara en una carcasa giratoria que estaba conectada a una parte superior montada en un cardán. Antes de que se lanzara el cohete, la cámara se alineó y el giróscopo se puso en rotación rápida. Esto fijaba el eje óptico de la lente, incluso si el cohete giraba alrededor de su eje longitudinal durante el ascenso.
Para disparar el obturador de la cámara, el inventor trabajó con un sistema de fusibles de tiempo que estaba dimensionado de tal manera que una línea de parada se quemaba en el momento en que el cohete alcanzaba su mayor altura. El obturador de la cámara se liberó mediante un resorte tenso y se expuso una placa fotográfica. Después de eso, el cuerpo de la cámara se separó del resto del cohete. Ambas partes estaban unidas al paracaídas de apertura con cuerdas de diferentes longitudes, lo que significaba que el cohete y su personal de mando llegaban antes al suelo y también ralentizaban la caída de la valiosa cámara.
Desde el principio, el uso militar de la nueva tecnología de grabación fue el enfoque principal. Ya en 1903, Maul pudo llevar a cabo sus experimentos en un campo de tiro de infantería del ejército sajón cerca del área de entrenamiento militar posterior en Königsbrück. El 22 de agosto de 1906, tuvo lugar una demostración secreta del cohete fotográfico frente a observadores militares en el campo de tiro de Glauschnitz.
En 1912, el cohete de Alfred Maul estaba completamente desarrollado. El inventor había construido una rampa de lanzamiento móvil y plegable que podía apuntar al área de interés a través de un dispositivo objetivo, teniendo en cuenta la velocidad del viento. El cohete se encendió eléctricamente desde una distancia de 200 m, lo que primero puso el giróscopo en rotación y solo entonces se encendió el combustible de pólvora. Cuando alcanzó su punto más alto, se tomó una sola foto y se fijó a una distancia focal de 28 cm en una placa fotográfica de 20×25 cm. Inmediatamente después, el cohete se separó en dos y el paracaídas se desplegó. A una altitud de 800 m, los detalles escénicos se podían mostrar de forma nítida a una distancia de hasta 3,4 km. La carga útil del cohete de Maul era de 41 kg.
El misil de Alfred Maul alcanzó poca importancia militar. El ejército búlgaro los utilizó con éxito en la Primera Guerra de los Balcanes para explorar las posiciones turcas en la Batalla de Çatalca. En la Primera Guerra Mundial, sin embargo, probablemente no se utilizó, ya que el reconocimiento aéreo desde el avión ya había prevalecido de antemano.
Un cohete construido por Maul se puede ver hoy en el Deutsches Museum de Múnich.

## Literatura
- Matthias Knopp: Die Fotorakete von Alfred Maul (PDF; 3,5 MB). In: Ulf Hashagen, Oskar Blumtritt, Helmut Trisckler (Hrsg.): Circa 1903. Artefakte in der Gründungszeit des Deutschen Museums. Deutsches Museum, München 2003, S. 450–472
- Frank H. Winter: Camera rockets and space photography concepts before world war II (PDF; 7,5 MB). In: Kristan R. Lattu (Hrsg.): History of rocketry and astronautics. Proceedings of the seventh and eighth History Symposia of the International Academy of Astronautics, Baku, UdSSR, 1973; Amsterdam, Niederlande, 1974, S. 73–102 (englisch). ISBN 0-87703-307-2
- Jörg Albertz: 100 Jahre Deutsche Gesellschaft für Photogrammetrie, Fernerkundung und Geoinformation e.V. In: Photogrammetrie – Fernerkundung – Geoinformation 6/2009, S. 487–560. doi 10.1127/1432-8364/2009/0035